# 297409 Mållgan
(297409) Mållgan, denumire internațională (297409) Mallgan, este un asteroid din centura principală de asteroizi.

## Descriere
297409 Mållgan este un asteroid din centura principală de asteroizi. A fost descoperit pe 1 septembrie 2000 la Saltsjobaden de A. Brandeker. Asteroidul prezintă o orbită caracterizată de o semiaxă mare de 2,39 ua, o excentricitate de 0,25 și o înclinație de 1,2° în raport cu ecliptica.